# Sarapion
Sarapion (tiếng Hy Lạp cổ: Σαράπιον, cũng viết là Serapion) là một thành phố cảng cổ đại thuộc Somalia ngày nay. Thành phố nằm trên địa điểm mà ngày này là thành phố Mogadishu. Các học giả hiện đại cho rằng thành phố đã từng nằm trong địa phận của Mogadishu và Warsheikh ở trung nam Somalia ngày nay.